# 伦诺克斯·塞贝
伦诺克斯·莱斯利·翁马·塞贝（1926年7月26日—1994年7月23日），是西斯凯（南非白人政府劃分給科萨人的其中一個班图斯坦，另一個為特蘭斯凱）的首席部长，他亦是西斯凯在1972年自治后的首任国家元首。

## 早期生活
塞贝出生于威廉王城附近的贝尔斯通，在1954年被任命为学校校长之前，他首先担任学校教师。1968年，塞贝当选为西斯凯领土管理局的Ama Ntinde部落的代表。在1971年转入农业投资组合之前，他负责教育和文化事务。

## 掌握权力
塞贝于1973年2月创立了西斯凯国家独立党，并参加了西斯凯的首次选举。他当选为兹韦利查选民，并由首席大法官马班德拉任命之。于1973年5月21日成为西斯凯的第二任首席部长。当西斯凯于1981年12月4日从南非获得名义上的独立时，他将成为总统。塞贝于1983年宣布自己為终身总统。
塞贝面临着一个经济上不可行的国家，人口100万，其中许多科萨人在种族隔离政权期间被迫搬迁到1970年代的班图斯坦。

## 专政独裁
独立后，塞贝在一支独裁统治中巩固了权力，并得到了1,000多名军人的支持。他粉碎了所有反对派，包括1983年针对过境罢工的激烈抗议（大多数居民在班图斯坦以外的地方工作，并依靠公共交通来让他们工作）。同年，塞贝的兄弟、西斯凯情报部门负责人、中将查尔斯·塞贝试图推翻政府。尽管查尔斯·塞贝被捕，但他于1986年逃离监狱并前往附近的特兰斯凯，在那里他继续鼓动反对政权。1987年，他精心策划了绑架塞贝的儿子，后者在特兰斯凯被关押，直到塞贝同意释放政治犯以换取他的儿子。
塞贝在担任总统期间多次访问以色列并在特拉维夫设立了一个贸易办事处，该办事处由两名与忠信社群及以色列定居點运动有关系的以色列人管理。在此期间，西斯凯首都比绍与约旦河西岸城市阿里埃勒的定居点签订了姐妹城市协议。塞贝曾声称以色列已授予西斯凯官方承认，尽管以色列外交部否认了这一点。

## 崩溃
1990年3月4日，在对香港进行国事访问并指控政治腐败和人权时，塞贝被准将帕·格基索索领导的军事政变推翻并指控其违法行为。